# Tommaso di Maria Allery Monterosato
Tommaso di Maria Allery, Marchese di Monterosato, (* 27. Juni 1841 in Palermo; † 1. März 1927 ebenda) war ein italienischer Malakologe. Er galt zu seiner Zeit als ein führender Experte für Muscheln und Schnecken des Mittelmeerraums.
Neben rezenten Mollusken befasste er sich auch mit fossilen Exemplaren, besonders vom Monte Pellegrino bei Palermo. Von ihm stammen zahlreiche Erstbeschreibungen. Er hatte gute Verbindungen zu zahlreichen Malakologen, die auch viele Arten nach ihm benannten.
Seine Sammlung ist am Naturgeschichtsmuseum in Rom.

## Schriften
- Nomenclatura generica e specifica di alcune conchiglie Mediterranee, Palermo 1884 (152 Seiten), Archive
- R. G. Giannuzzi Savelli (Herausgeber): Opera Omnia,  Palermo, Unione Malacologica Italiana, 4 Bände, 1982 bis 1989